# 聖士提反女子中學

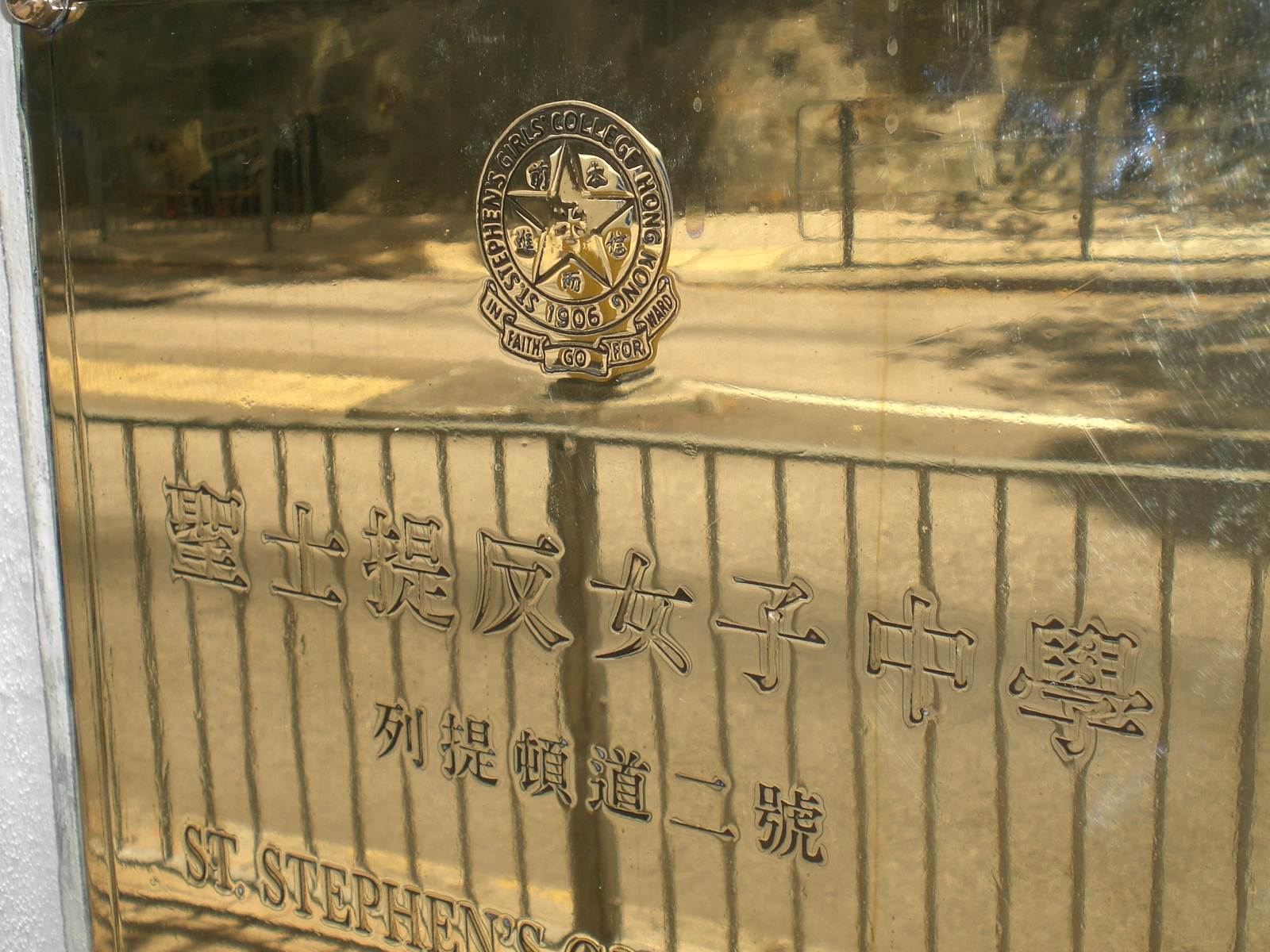
學校名牌

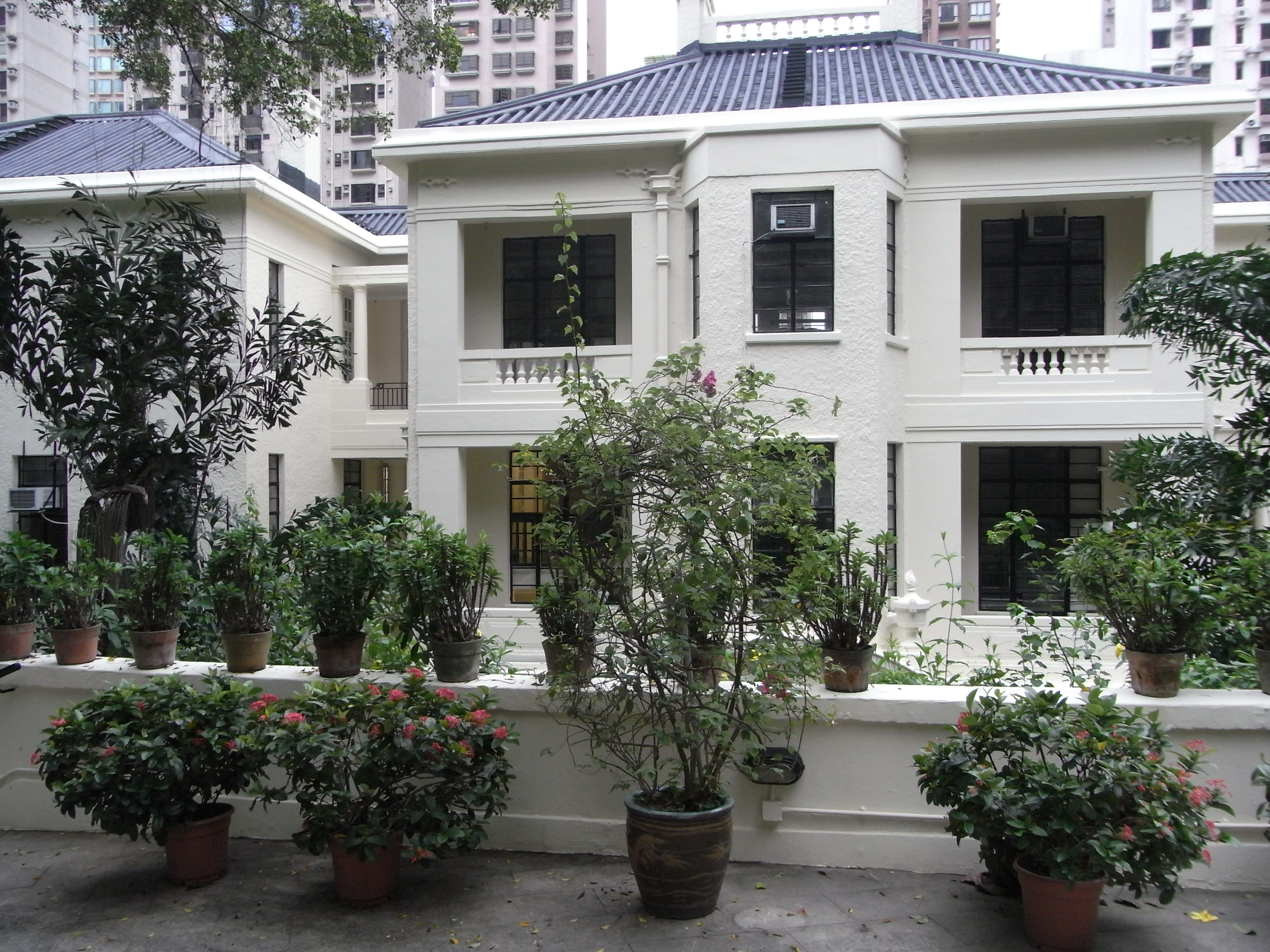
校舍

聖士提反女子中學（英語：St. Stephen's Girls College）是由英國海外傳道會（該會為英國聖公會屬下主要海外傳道機構之一）於1906年在香港創辦的一所英文女子學校。1924年加入成為香港補助學校議會22所成員學校之一，故被坊間稱為香港教會主辦的22間「傳統名校」之一。聖士提反女子中學是香港第一所以藍色長衫作為校服的學校，學生穿著該顏色校服的概念起源自校友李曹秀群在校就讀中學時，為消除學校的階級觀念，與同學們發起爭取要有校服，是以主動設計了現在的藍色長衫，並把計劃書遞到校方。

## 歷史

### 歷任校長
- 1905年至1915年：Miss W.M. Carden（嘉頓女士）
- 1915年至1924年：Miss W. I. Griffin
- 1924年至1929年：Miss E.M. Middleton-Smith
- 1929年至1949年：Miss E.S. Atkins
- 1949年至1961年：Miss K.D. Cherry
- 1961年至1991年：Dr. K.E. Barker（白居雅博士）
- 1992年至2003年：Mrs. K.C. Too（朱蘇國珍女士） - 首位華人校長
- 2003年至2011年：The Revd Jenny Wong Nam（藍黃珍妮牧師）
- 2011年2014年：Mrs. Christine Shain（盛潔端女士）
- 2014年至今：Miss Maggie Chau（周維珠女士）

## 校舍設施
學校原址在中環堅道27號，因1918年汕頭大地震而受損，1923年遷往西營盤列堤頓道1－2號。校舍主樓的西翼和中央部分在1923年完成，東翼則在1928年加建。1940年，校舍曾改作臨時醫院，接收瑪麗醫院及那打素醫院過多的病人。在1943年的香港日佔時期，佔領地政府爲培育擁護大東亞共榮圈的華人，校舍被佔用作爲香港東亞學院的校址。
校舍面積約10,000平方米，包括三棟校舍，分別為主樓、徐大統樓及金禧樓。

### 李余愛喜大樓／主樓
建於1923年至1928年，於1992年定為香港法定古蹟
樓高4層，呈米白色，斜尖的黑色屋頂為其標誌。學校禮堂圍攏於中央，校舍的設計概念和布局，與中國傳統合院式建築風格相類似。
- 3個禮堂：何東堂、郭少流堂
- 16個課室
- 辦公室
- 校長辦公室
- 2個副校長辦公室
- 會議室
- 3個教員室
- 教員休息室
- 2個電腦室
- 2個影音室
- 2個多媒體學習室
- 校園廣播工作室
- 李余愛喜文物室
- 聖堂
- 音樂室
- 2個音樂室練習室
- 小提琴室
- 2個輔導室
- 有蓋操場
- 食物部
- 中六溫習室

### 徐大統紀念大樓
位於附屬小學原址，於1995年建成
- 禮堂：馬會堂
- 圖書館
- 物理實驗室
- 化學實驗室
- 生物實驗室
- 2個綜合科學實驗室
- 室外籃球場（徐大統操場）
- 停車場

### 李曹秀群金禧樓
1958年開始使用，2006年新翼落成
- 17個課室
- 1個教員室
- 縫紉室
- 家政室
- 2個美術室
- 體育館
- 停車場
- Resource Room
- Careers Room
- General Purpose Room
- 操場
- 多媒體學習室
- 學生會室

## 公開考試佳績
在歷屆香港中學會考及香港中學文憑考試，聖士提反女子中學是產生最多會考「10A狀元」及文憑試「7科5**狀元」（在甲類科目中至少3個選修科及4個核心科獲得5**成績）的學校之一。截至2024年，共有2位，其中1位會考「10A狀元」及1位文憑試「7科5**狀元」，排名全港第23。

## 香港傑出學生選舉
- 截至2024年(第39屆)，聖士提反共有12名學生當選香港傑出學生，全港排名第11[5][6]:
- 1986-1987江穎欣，1990-1991羅頌恩，1996-1997李穎茵，1998-1999徐若婷，1999-2000潘恬明，2001-2002李尚殷、羅雅姿，2007-2008馬一鳴，2008-2009戴卓穎，2010-2011陳珮茹，2012-2013黃朗寧，2015-2016孫子晴。

## 外部連結
- 聖士提反女子中學官方網頁 （页面存档备份，存于）
- 聖士提反女子中學-中西區文物徑 （页面存档备份，存于）

22°17′01″N 114°08′38″E / 22.283529°N 114.144013°E